# 松平勝政
松平 勝政（まつだいら かつまさ）は、安土桃山時代から江戸時代前期にかけての武将・旗本。官位は従五位下・豊前守。久松松平家の康俊（勝俊）の家を婿養子として継ぐ。徳川忠長改易後の駿府城に入り、駿府城代となった。

## 生涯

### 松平康俊の家を継ぐ
天正元年（1573年）、水野忠分の五男として誕生した。天正14年（1586年）、徳川家康の異父弟である駿河国久能城主・松平康俊（久松松平家）が男子が無いまま没した。本来なら絶家となるはずであったが、康俊の生母である於大の方（水野忠分の姉で、勝政には伯母にあたる）の要請により、14歳の勝政は康俊の一人娘と結婚することが定められ、康俊の遺跡を継承した。文禄元年（1592年）2月、知行地1500石を賜る。同年、文禄の役に際し名護屋城に赴いた徳川家康に同行した。
しかし勝政の姉を娶った松平家忠が記した『家忠日記』には、上記とは異なる経緯が記載されている。天正18年（1590年）12月3日条には「かりや水野藤八郎（勝政）年内当地ニ可有之候由にて、藤次殿同心候、」と、当時忍城にいた家忠の元に身を寄せたとある。その後、翌年4月に家忠は勝政の身上を、榊原康政と交渉している。5月22日に勝政は江戸へ上ると、6月15日に水野三左衛門の身上が会津（蒲生氏郷）へ落ち着くに続き、8月8日には勝政も会津に引っ越すことになり、家忠は永楽銭を二百疋、内衆（家忠妻）は一貫を贈った。これ以降、「水野藤八郎」の記述は途絶える。しかし文禄元年11月7日に、名護屋に出陣した家康へ年頭の礼を出す際の一覧に、「松平源三郎（勝政）へ同（銀子）二両」との記載がある。
以上を纏めると、勝政は小田原合戦後の水野忠重転封により浪人となり、義兄の家忠を頼った。家忠は勝政が仕官できるよう便宜を図るも、最終的に兄で同じ境遇の分長と同様に会津に下る予定だった。その後、家譜にあるように於大の方の目に止まり、康俊の遺跡を継承する形で文禄元年2月に改めて仕官が叶ったと考えられる。勝政の婿入り決定は家譜にある康俊の死後直ぐではなく、5年近く後であり、その過程も綱渡りであった。
慶長5年（1600年）の関ヶ原の戦いにも供奉した。慶長6年（1601年）、康俊の娘と婚儀を挙げるが、この際に家康より茶道具「山道の真壷」（一名・松嶋）を与えられている。慶長7年（1602年）10月、1000石を加増された。翌慶長8年（1603年）3月、従五位下豊前守に叙任された。
慶長19年（1614年）から翌20年（1615年）の大坂の陣にも参戦し、家康から鳥毛抛鞘の槍一対と床机を賜った。元和2年（1616年）8月、2500石を加増された。この時点での知行高は合計5000石で、これを近江国内において知行していたという。元和5年（1619年）8月に大番頭に任命された。

### 駿府城代
『寛政重修諸家譜』の記述によれば、寛永10年（1633年）2月9日に駿府城番に任命され、与力10騎・同心50人を預けられた。この際にさらに3000石を加増されて8000石となり、知行地も駿河国有渡郡・安倍郡に移された。ほかに2000石が与力・同心の給地とされた。
ただしこの間の経緯については、寛永9年（1632年）に徳川忠長が駿府城から退去したあとに駿府城番に任じられ、翌寛永10年（1633年）には駿府城代に任命されて加増と与力・同心の附属が行われたとする記述もある。駿府城代は、徳川忠長の入封以前に一時置かれているが、寛永10年（1633年）の再置後最初の駿府城代が勝政となる。以後、駿府城代には与力10騎・同心50人、役料2000石を支給する制度となっている。
駿府城代は、駿府城の警衛、管内の巡察のほか、久能山東照宮への拝礼なども任務であった。寛永年間、勝政は徳川家光の命を受け、久能山東照宮に五重塔を建設した（五重塔は東照宮の象徴的な建物であったというが、1873年（明治6年）に神仏分離・廃仏毀釈の中で仏教的要素が強いとして解体された）。また、今川氏親の菩提寺であった慈悲尾の増善寺の寺領を認める朱印状が幕府から発給されるよう寺社奉行らと折衝したといい、増善寺では勝政を「恩人」と位置付けて顕彰している。
寛永12年（1635年）6月10日、駿府において63歳で死去。増善寺に葬られた。家督は子・勝義が継いだ。